# 신은주 (핸드볼 선수)
신은주(1993년 9월 9일 ~ )는 대한민국의 핸드볼 선수이다. 대한민국 여자 핸드볼 국가대표팀 소속이다.

## 경력
신은주는 2019년 12월 한국 대표팀에 차출돼 2019년 세계 여자 핸드볼 선수권 대회에 출전했다. 이번 대회 8경기에 모두 선발 왼쪽 윙어로 출전해 25골을 터뜨려 류은희(69), 이미경(40)에 이어 한국 대표팀 3위에 올랐다.